# Wojskowa Straż Pożarna
Wojskowa Straż Pożarna, WSP – pododdział jednostki wojskowej, będący umundurowaną i wyposażoną w specjalistyczny sprzęt jednostką ochrony przeciwpożarowej, funkcjonującą w strukturach Wojskowej Ochrony Przeciwpożarowej.

## Podstawy prawne działalności

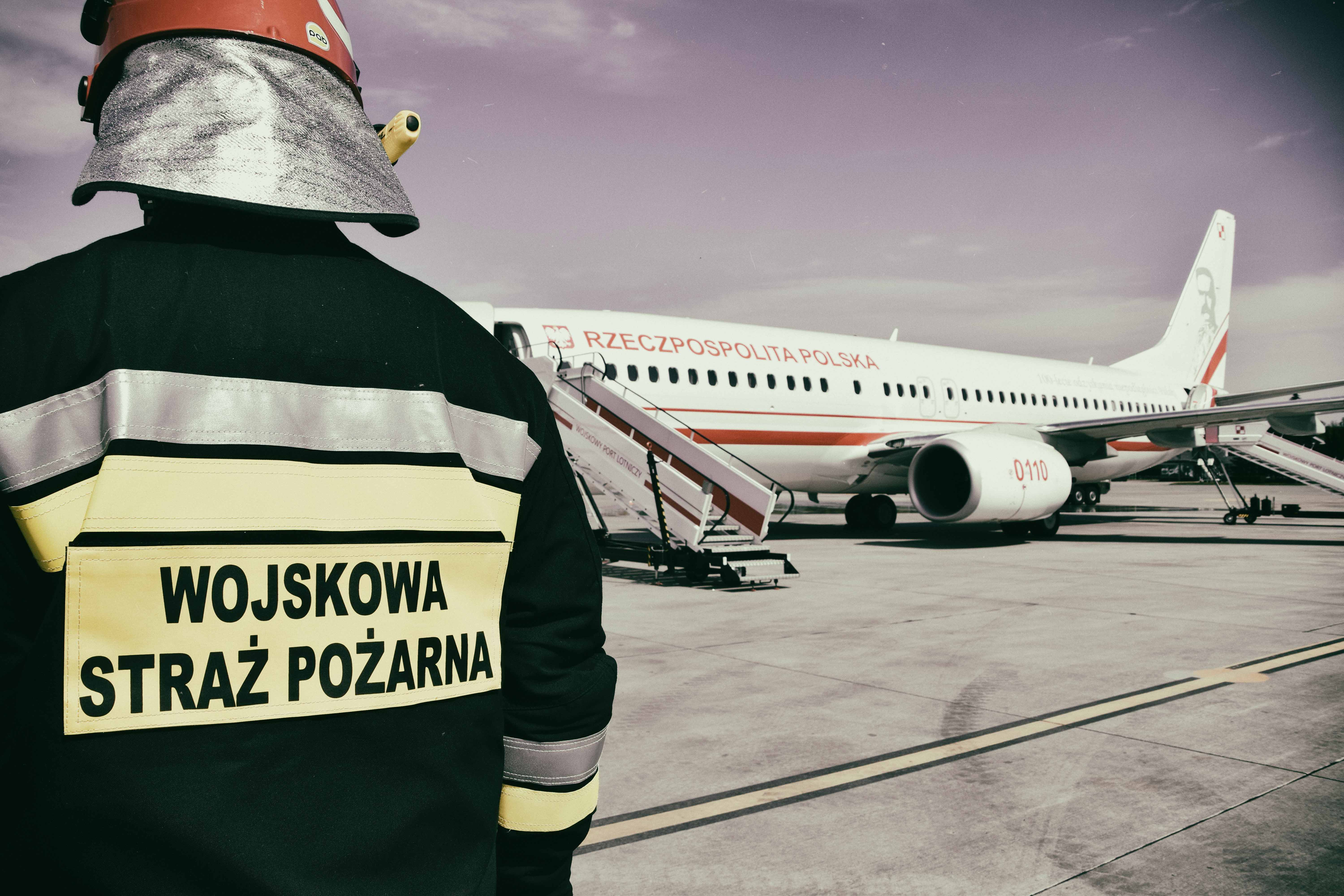
WSP 1. Bazy Lotnictwa Transportowego zabezpiecza przylot statku powietrznego

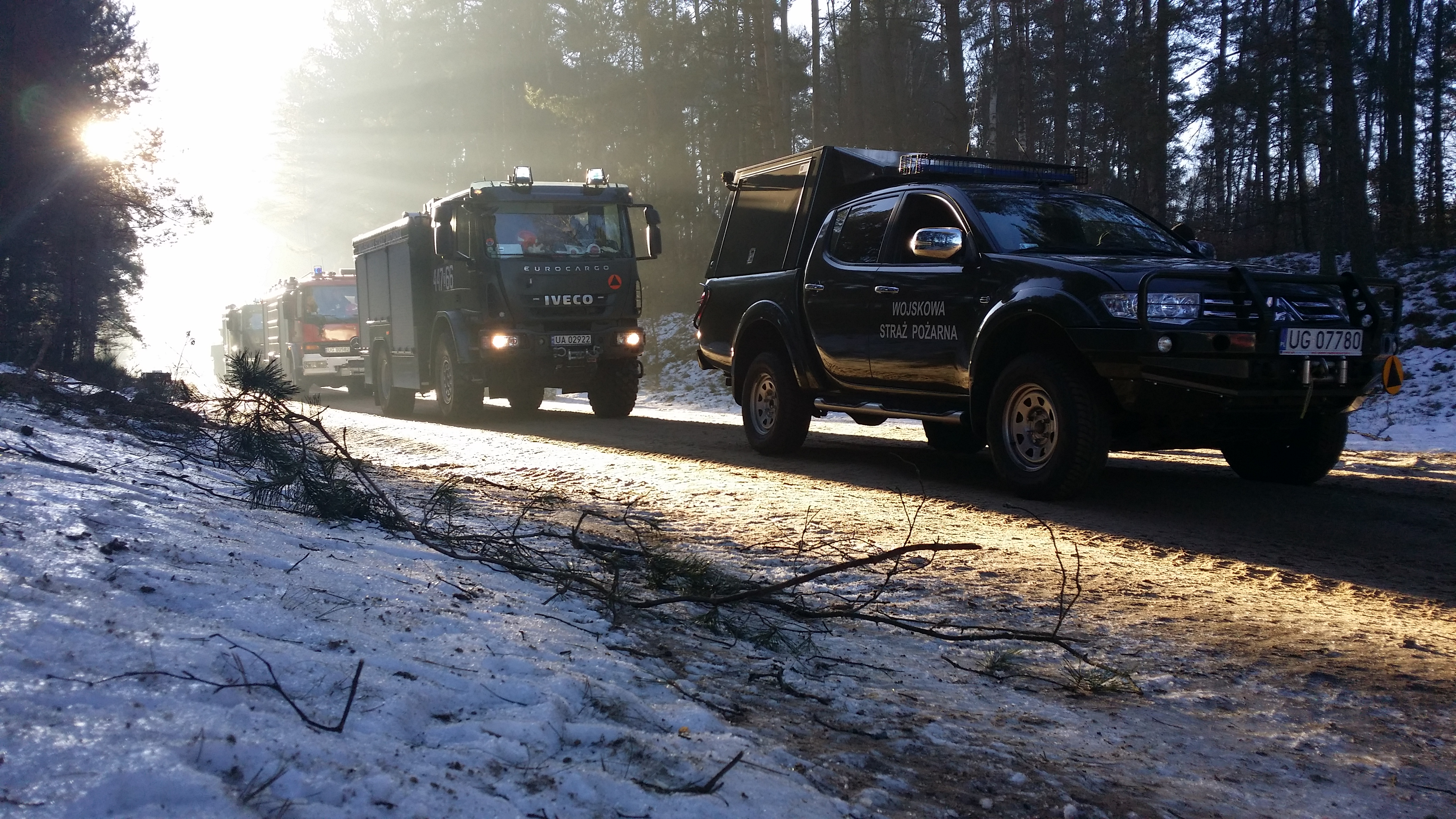
Samochody wojskowych straży pożarnych podczas przejazdu

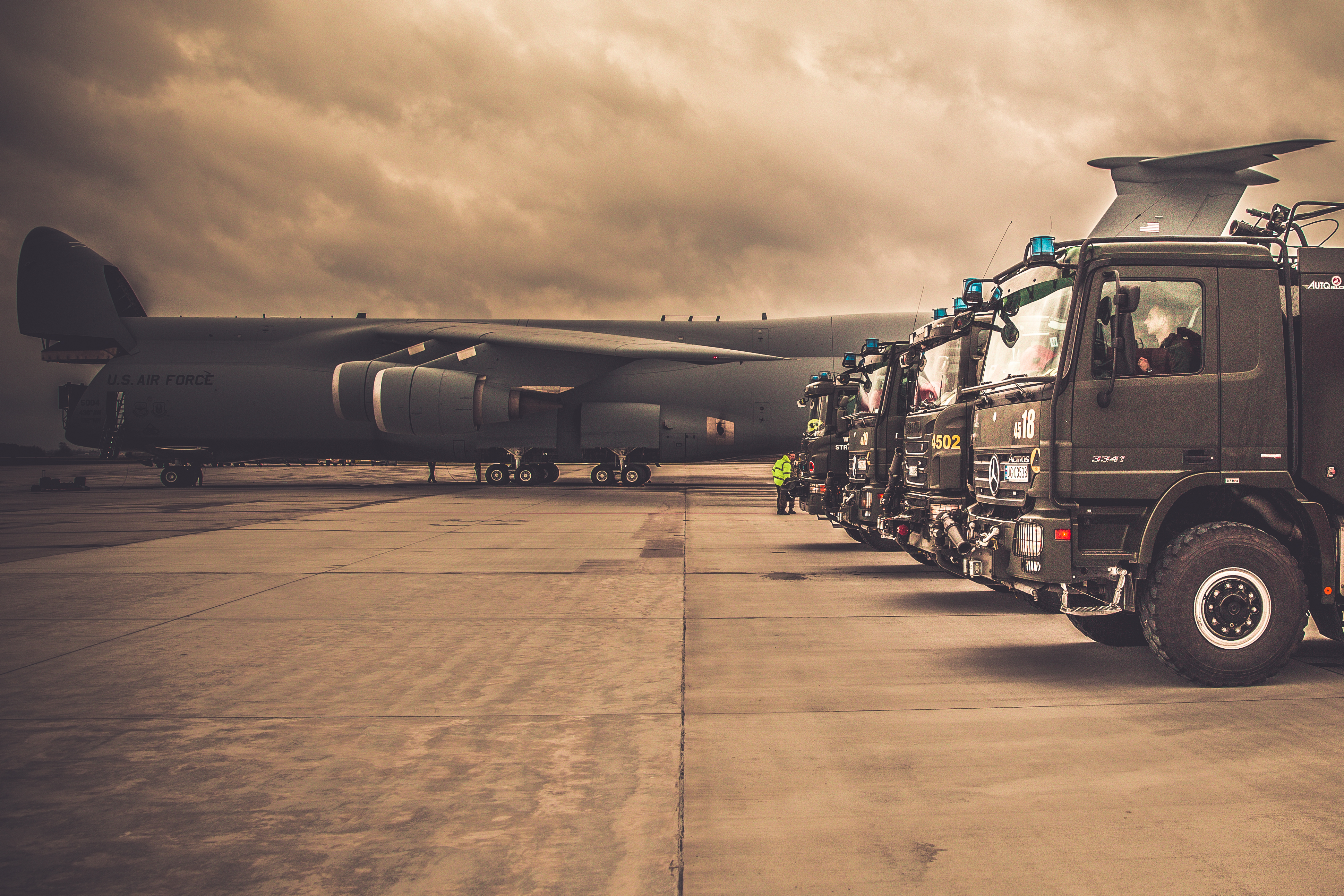
Zabezpieczenie przylotu amerykańskiego transportowca

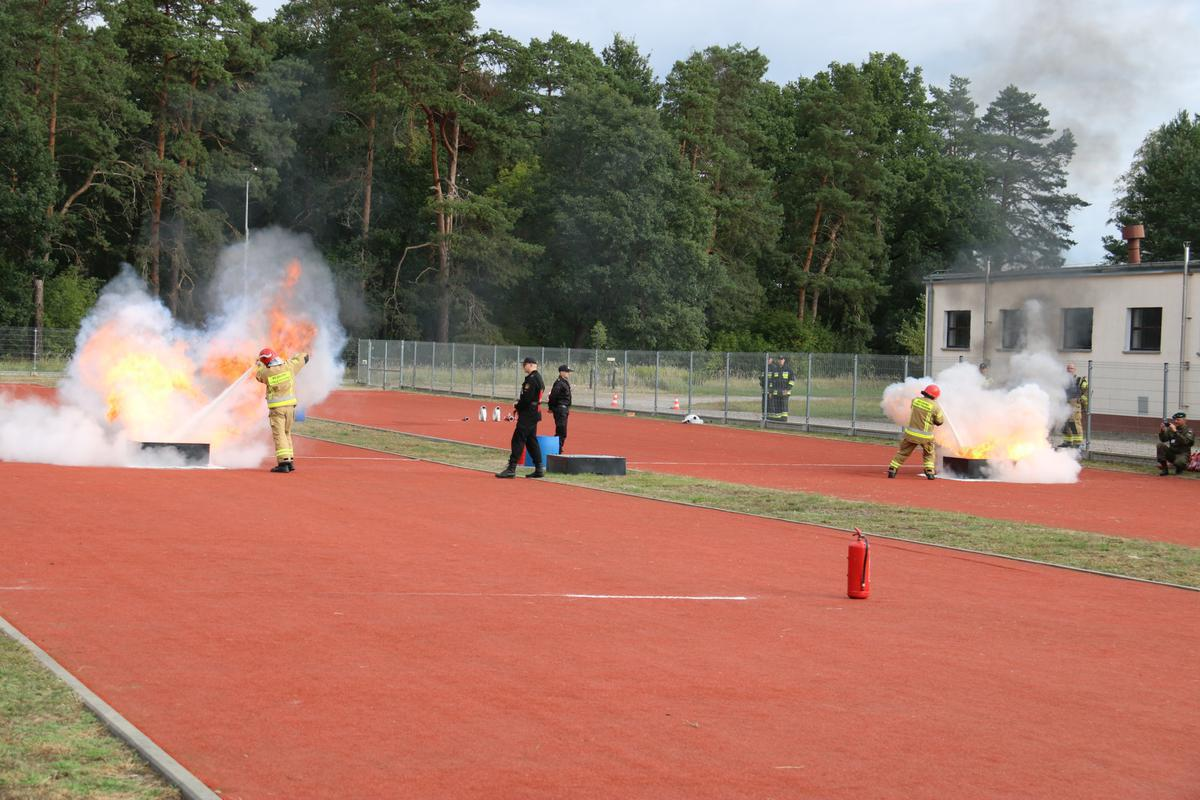
Zawody pożarnicze wojskowych straży pożarnych na szczeblu Sił Zbrojnych RP (2022 r.) – ćwiczenie indywidualne

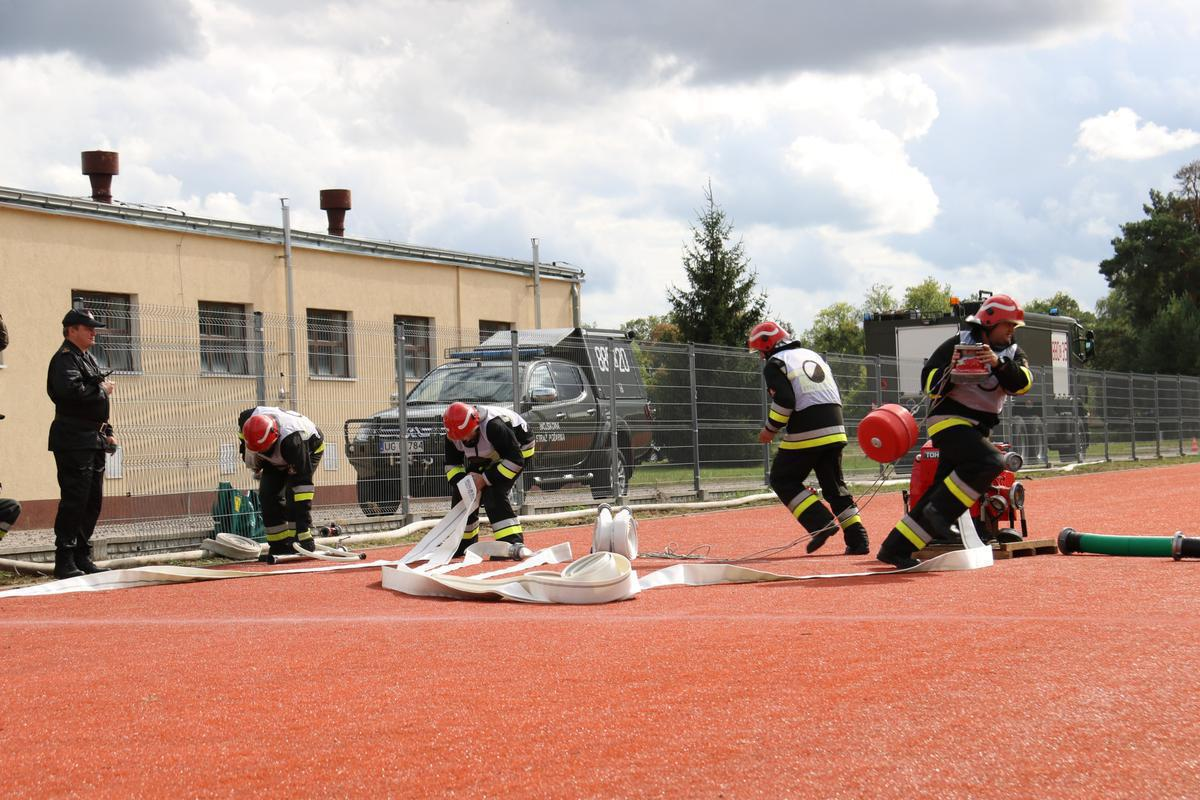
Zawody pożarnicze wojskowych straży pożarnych na szczeblu Sił Zbrojnych RP (2022 r.) – ćwiczenie bojowe

Wojskowe straże pożarne tworzone są na podstawie ustawy o ochronie przeciwpożarowej, gdzie w art. 15 wśród jednostek ochrony przeciwpożarowej wymieniono jednostki organizacyjne Wojskowej Ochrony Przeciwpożarowej, a także rozporządzenia w sprawie zasad i trybu wykonywania zadań przez Wojskową Ochronę Przeciwpożarową, które wydano na podstawie art. 3 ustawy o Państwowej Straży Pożarnej.
Ich wyposażenie i strukturę etatową reguluje Decyzja Nr 442/MON Ministra Obrony Narodowej w sprawie funkcjonowania wojskowych straży pożarnych oraz dodatkowego wyposażenia specjalistycznego jednostek organizacyjnych Wojskowej Ochrony Przeciwpożarowej.
Ponadto, funkcjonowanie wsp regulują takie akty prawne i dokumenty, jak: rozporządzenie w sprawie wymagań kwalifikacyjnych oraz szkoleń dla strażaków jednostek ochrony przeciwpożarowej, Decyzja Nr 323/MON Ministra Obrony Narodowej w sprawie organizacji i funkcjonowania systemu ratowniczego w resorcie obrony narodowej oraz Instrukcja o ochronie przeciwpożarowej w resorcie obrony narodowej.

## Zadania
Wojskowe straże pożarne funkcjonują w strukturach Wojskowej Ochrony Przeciwpożarowej na podstawie art. 3 ustawy z dnia 24 sierpnia 1991 r, o Państwowej Straży Pożarnej i realizują zadania określone w Instrukcji o ochronie przeciwpożarowej w resorcie obrony narodowej, do których m.in. należą:
- organizowanie i prowadzenie akcji ratowniczych w czasie pożarów, klęsk żywiołowych, likwidacji miejscowych zagrożeń w rejonach własnych i pomocy wzajemnej,
- udział w akcjach ratowniczych organizowanych i prowadzonych przez jednostki organizacyjne PSP w rejonach pomocy wzajemnej,
- zabezpieczanie procesów technologicznych (np.: zabezpieczanie operacji na lotnisku, strzelań i ćwiczeń na poligonach, przyjmowania i wydawania środków bojowych oraz materiałów pędnych i smarów) prowadzonych w jednostce wojskowej,
- utrzymanie gotowości operacyjnej do prowadzenia działań ratowniczych,
- współdziałanie z innymi podmiotami i służbami ratowniczymi w zakresie prowadzenia działań ratowniczych,
- prowadzenie działań ratowniczych zgodnie z obowiązującymi w tym zakresie procedurami,
- organizowanie i prowadzenie ciągłego procesu szkolenia i doskonalenia zawodowego stanów osobowych WSP w celu utrzymania wymaganego poziomu wiedzy teoretycznej i umiejętności praktycznych.

## Działalność
W Siłach Zbrojnych RP funkcjonuje 91 wojskowych straży pożarnych.

### Stan osobowy
W wojskowych strażach pożarnych mogą pełnić służbę żołnierze, funkcjonariusze PSP oraz mogą być zatrudnieni pracownicy resortu obrony narodowej. Liczba strażaków pełniących służbę i zatrudnionych w wojskowych strażach pożarnych wynosi ok. 2500.
Żołnierze, funkcjonariusze PSP i pracownicy pełniący służbę lub zatrudnieni w wsp posiadają status „strażaków jednostek ochrony przeciwpożarowej” w myśl art. 16a ustawy o ochronie przeciwpożarowej, zatem podlegają szczególnym obowiązkom wynikającym z charakteru służby (pracy), a także muszą posiadać odpowiednie wykształcenie, stan zdrowia i kwalifikacje zawodowe zawarte w rozporządzeniu w sprawie wymagań kwalifikacyjnych oraz szkoleń dla strażaków jednostek ochrony przeciwpożarowej.
Funkcjonariusze Państwowej Straży Pożarnej mogą zostać wyznaczeni do służby w strukturach Wojskowej Ochrony Przeciwpożarowej za ich zgodą przez Komendanta Głównego Państwowej Straży Pożarnej. Na stanowiska w wojskowej straży pożarnej mianuje właściwy terytorialnie szef delegatury WOP, po uzgodnieniu z dowódcą jednostki wojskowej, w strukturach której dana wsp funkcjonuje. Ponadto, mianowanie to może nastąpić po uprzednim wystąpieniu Szefa WOP do Komendanta Głównego PSP o wyrażenie zgody na pełnienie służby danego strażaka w strukturach WOP.

### Rejony działań
Wojskowe straże pożarne działają:

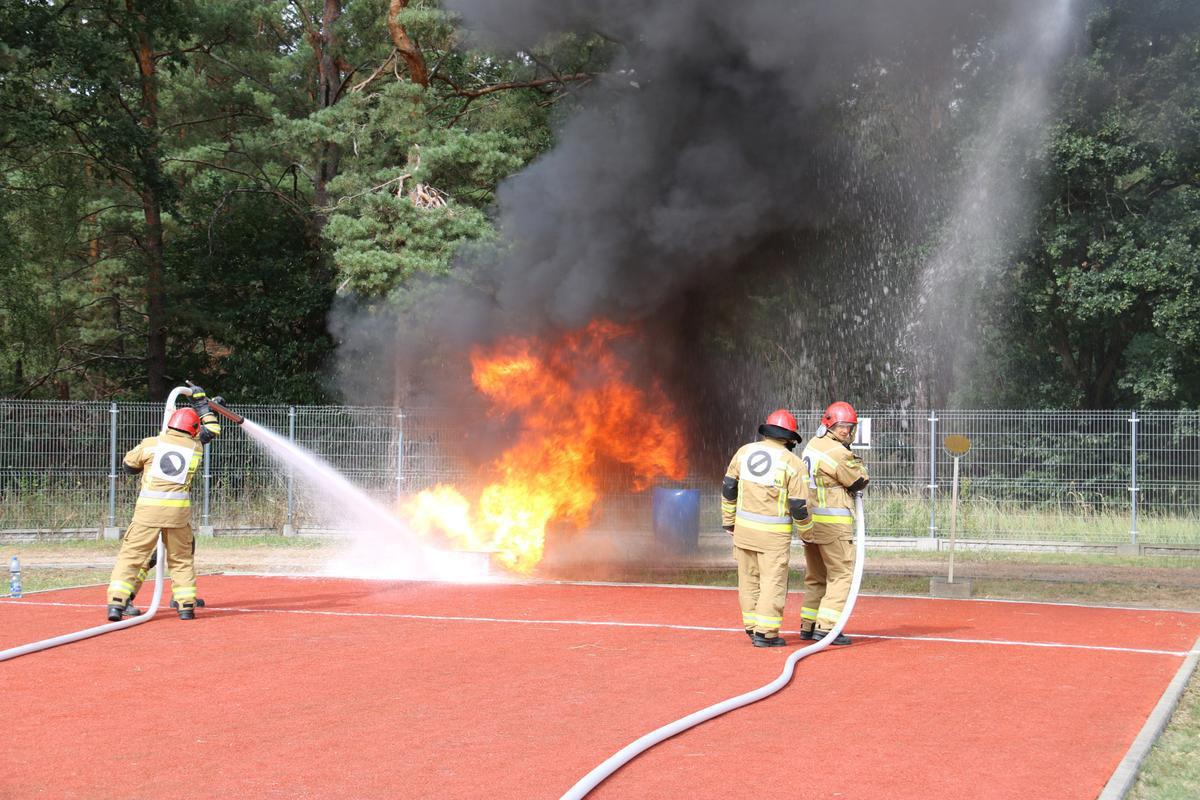
Zawody pożarnicze wojskowych straży pożarnych na szczeblu Sił Zbrojnych RP (2022 r.) – ćwiczenie bojowe

- w rejonach własnych tj. na terenach jednostek wojskowych, w których zostały utworzone,
- na terenach jednostek i instytucji wojskowych garnizonu,
- w rejonach pomocy wzajemnej tj. poza terenami jednostek wojskowych, w których zostały utworzone,
- w rejonach działania określonych dla wojskowych straży pożarnych funkcjonujących w KSRG[9].

Granice rejonu pomocy wzajemnej ustalają właściwi miejscowo szefowie delegatur WOP w porozumieniu z dowódcami jednostek wojskowych, w których funkcjonują wsp oraz komendantami powiatowymi (miejskimi) PSP. Zgodnie z przepisami, rejonów pomocy wzajemnej nie ustala się dla wsp utworzonych w składach amunicji, materiałów wybuchowych i paliw płynnych oraz w jednostkach rakietowych, jednakże straże te mają obowiązek przystąpienia do działań ratowniczych poza własnym rejonem działania na wezwanie PSP lub samodzielnie.

#### Krajowy System Ratowniczo-Gaśniczy
Wojskowe straże pożarne mogą być włączane do krajowego systemu ratowniczo-gaśniczego decyzją Komendanta Głównego PSP, której podstawą jest trójstronne porozumienie zawarte pomiędzy dowódcą jednostki wojskowej, w której funkcjonuje straż, właściwym miejscowo komendantem powiatowym (miejskim) Państwowej Straży Pożarnej oraz szefem delegatury Wojskowej Ochrony Przeciwpożarowej.
Obecnie, w systemie działają 23 wojskowe straże pożarne, tj.:
| Lp. | Jednostka wojskowa                                                  | Data włączenia | województwo         | powiat           |
| --- | ------------------------------------------------------------------- | -------------- | ------------------- | ---------------- |
| 1.  | 18. batalion powietrznodesantowy Bielsko-Biała                      | 19.10.2015 r.  | śląskie             | m. Bielsko-Biała |
| 2.  | Komenda Portu Wojennego Świnoujście                                 | 19.10.2015 r.  | zachodniopomorskie  | m. Świnoujście   |
| 3.  | 7. Brygada Obrony Wybrzeża Słupsk - Trzebiatów                      | 19.10.2015 r.  | zachodniopomorskie  | gryficki         |
| 4.  | 104. batalion logistyczny Wałcz                                     | 19.10.2015 r.  | zachodniopomorskie  | wałecki          |
| 5.  | Centrum Szkolenia Łączności i Informatyki Zegrze                    | 19.10.2015 r.  | mazowieckie         | legionowski      |
| 6.  | 4. pułk przeciwlotniczy Czerwieńsk                                  | 19.10.2015 r.  | lubuskie            | zielonogórski    |
| 7.  | 20. Brygada Zmechanizowana Morąg                                    | 04.05.2016 r.  | warmińsko-mazurskie | ostródzki        |
| 8.  | 20. Brygada Zmechanizowana Bartoszyce                               | 04.05.2016 r.  | warmińsko-mazurskie | bartoszycki      |
| 9.  | 15. Brygada Zmechanizowana Orzysz                                   | 01.12.2016 r.  | warmińsko-mazurskie | piski            |
| 10. | 15. Brygada Zmechanizowana Giżycko                                  | 01.12.2016 r.  | warmińsko-mazurskie | giżycki          |
| 11. | 9. Brygada Kawalerii Pancernej Braniewo                             | 01.05.2017 r.  | warmińsko-mazurskie | braniewski       |
| 12. | 11. pułk artylerii Węgorzewo                                        | 01.05.2017 r.  | warmińsko-mazurskie | węgorzewski      |
| 13. | 6. Wojskowy Oddział Gospodarczy Ustka - Grupa Zabezpieczenia Czarne | 15.12.2017 r.  | pomorskie           | człuchowski      |
| 14. | Centrum Szkolenia Marynarki Wojennej w Ustce                        | 15.12.2017 r.  | pomorskie           | słupski          |
| 15. | 12. Brygada Zmechanizowana Szczecin                                 | 01.05.2018 r.  | zachodniopomorskie  | stargardzki      |
| 16. | Ośrodek Szkolenia Poligonowego Wojsk Specjalnych Strzepcz           | 14.12.2018 r.  | pomorskie           | wejherowski      |
| 17. | 15. pułk przeciwlotniczy Gołdap                                     | 27.06.2019 r.  | warmińsko-mazurskie | gołdapski        |
| 18. | 10. Brygada Kawalerii Pancernej Świętoszów                          | 27.06.2019 r.  | dolnośląskie        | bolesławiecki    |
| 19. | Jednostka Wojskowa Komandosów                                       | 23.12.2019 r.  | śląskie             | lubliniecki      |
| 20. | 17. Brygada Zmechanizowana Międzyrzecz                              | 11.11.2020 r.  | lubuskie            | międzyrzecki     |
| 21. | Batalion Ochrony Bazy w Redzikowie                                  | 01.05.2021 r.  | pomorskie           | słupski          |
| 22. | 2. Brygada Zmechanizowana w Złocieńcu                               | 06.12.2021 r.  | zachodniopomorskie  | drawski          |
| 23. | 16. batalion powietrznodesantowy w Krakowie                         | 01.05.2023 r.  | małopolskie         | m. Kraków        |
| 24. | 38. Dywizjon Zabezpieczenia Obrony Powietrznej w Bielicach          | 29.01.2024 r.  | mazowieckie         | sochaczewski     |

### Wyposażenie straży
Wyposażenie wojskowych straży pożarnych jest zbliżone do wyposażenia podmiotów krajowego systemu ratowniczo-gaśniczego, a określa je Decyzja nr 442/MON Ministra Obrony Narodowej w sprawie funkcjonowania wojskowych straży pożarnych oraz dodatkowego wyposażenia specjalistycznego jednostek organizacyjnych Wojskowej Ochrony Przeciwpożarowej. Zasadniczymi elementami wyposażenia wsp są:
- pojazdy pożarnicze,
- pompy pożarnicze,
- przyczepy wężowe,
- środki ochrony indywidualnej,
- ubrania i wyposażenie ochronne,
- podręczny sprzęt gaśniczy i środki gaśnicze,
- armatura i osprzęt pożarniczy,
- sprzęt ratowniczy,
- sprzęt sanitarno-reanimacyjny,
- sprzęt oświetleniowy, sygnalizacyjny i łączności radiowej,
- sprzęt do usuwania skutków katastrof ekologicznych,
- pozostały sprzęt[4].

### Nadzór nad działalnością
W celu dokonania oceny stopnia wyszkolenia strażaków oraz przygotowania wojskowej straży pożarnej do podejmowania i prowadzenia czynności ratowniczych, delegatury WOP przeprowadzają kontrole gotowości operacyjnej. Każda wsp poddawana jest kontroli co najmniej raz w roku. Sprawdziany te mają charakter niezapowiedziany, a mogą być przeprowadzane wyłącznie przez osoby posiadające aktualne upoważnienie do przeprowadzania czynności kontrolno-rozpoznawczych wydane przez Szefa WOP. Zakres tematyczny kontroli obejmuje następujące działy:
1. Alarmowanie.
2. Gotowość ratowników.
3. Przygotowanie zawodowe strażaków wsp (część teoretyczna i praktyczna).
4. Gotowość działania urządzeń i systemów łączności.
5. Miejsce pełnienia służby wsp.
6. Gotowość pojazdów i sprzętu silnikowego.
7. Prawidłowość prowadzenia dokumentacji szkolenia.
8. Dokumentacja i wyposażenie punktu alarmowania wsp.
9. System Informatyczny Wspomagania Decyzji WOP[11].

## Zawody pożarnicze[12]
Raz w roku, w celu indywidualnego i zespołowego sprawdzenia wyszkolenia strażaków wsp, organizuje się zawody pożarnicze. Udział w zawodach pożarniczych jest obowiązkiem każdej wsp.
Zawody przeprowadza się w każdym roku kalendarzowym na dwóch poziomach w miesiącach:
- poziom I (kwiecień-lipiec) - na szczeblu delegatury WOP - dla wszystkich wsp z rejonu działania delegatury WOP,

- poziom II (wrzesień) - na szczeblu Sił Zbrojnych RP - dla wsp, które uzyskały najlepszy wynik oraz dla strażaków, którzy uzyskali najlepsze wyniki w ćwiczeniu indywidualnym podczas zawodów poziomu I z rejonów poszczególnych delegatur WOP.

Zawody II poziomu przeprowadzane są na bazie Szkoły Specjalistów Pożarnictwa w Centrum Szkolenia Logistyki.
W zawodach biorą udział zastępy pożarnicze składające się z: dowódcy zastępu, mechanika, przodownika i pomocnika roty I, przodownika i pomocnika roty II oraz opcjonalnie rezerwowego. Biorą one udział w następujących konkurencjach:
- egzamin teoretyczny (cały zastęp włącznie z zawodnikiem rezerwowym),
- ćwiczenie zespołowe (dowódca zastępu z rotą I i II),
- ćwiczenie indywidualne (dwóch wybranych strażaków),
- ćwiczenie bojowe (dowódca zastępu, mechanik oraz rota I i II).

Wynikiem zawodów jest suma punktów karnych zdobytych podczas wszystkich konkurencji oraz czasów wykonania ćwiczenia indywidualnego i bojowego. Niższa ilość punktów oznacza lepszy rezultat i wyższe miejsce w klasyfikacji zawodów.